# Organopoda orbiculata
Organopoda orbiculata là một loài bướm đêm trong họ Geometridae.